# サラ・レクター
サラ・レクター（1978年8月15日 - ）は、日本在住の女性ジャズ歌手。

## 略歴
- 大阪府生まれの群馬県育ち。高校時代はバスケットボールに熱中、インターハイに出場。アメリカの高校に編入。バスケットボールの実力に奨学金が出て、短大に進学する。かねてから興味にあったアートも学ぶ。2001年、日本に帰国して前橋のジャズ喫茶で飛び入りでスキャットしたのが、ジャズとの出会い[1]。
- 父はコピーライターで群馬テレビでコメンテーターを務めたポール・レクター。[2]

### 受賞歴
- 2009年　第4回さいたま新都心ジャズボーカルコンテスト（埼玉県）準グランプリ

## ラジオ出演
- ラジオマンジャック（NHK-FM）準レギュラー[3]（2012年3月まで）

## 音楽活動
- 押尾コータローと『タイム・アフター・タイム』（シンディ・ローパー）を共演。
- 2009年、タイム・ファイブ40周年企画でスペシャルパートナーとして共演[4]

### ディスコグラフィー
Jazz Vocal Showcase vol.2 オムニバスの中の一人として。